# 新策勒
新策勒（德語：Neuzelle）是德国勃兰登堡州的市镇，隶属于奥得-施普雷县，总面积为135.92平方千米，截至2020年总人口为4291人。